# 撲克臉 (電視劇)
《撲克臉》（英語：Poker Face），是一部美國兇殺懸疑犯罪電視劇，由雷恩·強生主創，娜塔莎·雷昂主演，並由串流服務平台孔雀開發和發行。該劇講述擁有測謊能力的主角查理在逃亡期間遇上數宗離奇命案並運用自身能力破案的經歷，並以獨立單元劇形式在每集呈現一宗命案。
孔雀於2021年3月宣佈製作該劇，由強生執導，諾菈和莉拉·查克曼擔任節目統籌。該劇於2023年1月26日在孔雀首播，第一季共十集，在播出後獲得普遍正面的評價，於同年2月宣佈獲續訂第二季，而雷昂亦憑該劇獲得第75屆黃金時段艾美獎喜劇類影集最佳女主角提名。

## 劇情背景
故事講述擁有測謊能力的賭場侍應生查理·凱爾在捲入一宗牽涉賭場老闆的謀殺案後被迫踏上逃亡之旅，路途上她認識了各式各樣的人，並憑藉自身能力偵破多宗命案。該劇的每一集都是一個以角色主導、參考了《神探可倫坡》倒敘推理風格的獨立犯罪懸疑故事。

## 演員

### 主演
- 娜塔莎·雷昂 飾演 查理·凱爾（Charlie Cale）：弗羅斯特賭場的侍應生，曾為老千，擁有辨別真話和謊言的超能力[4]。

### 常設
- 班傑明·布萊特 飾演 克里夫·勒格朗（Cliff LeGrand）：弗羅斯特賭場的保安經理[4]。

### 客串
- 安德林·布洛迪 飾演 小斯特林·弗羅斯特（Sterling Frost Jr.）：弗羅斯特賭場老闆之子和經理，渴望向父親證明自己的能力[4]。
- 達絲莎·坡蘭科（英语：Dascha Polanco） 飾演 娜塔莉·希爾（Natalie Hill）：弗羅斯特賭場酒店女工，查理的好友[4]。
- 諾亞·塞根 飾演 柏加警長（Sheriff Parker）：駐守拉芙琳（英语：Laughlin, Nevada）的警長，被小弗羅斯特買通的黑警[5]。
- 朗·帕爾曼 飾演 老斯特林·弗羅斯特（Sterling Frost Sr.）：躁狂的賭場老闆，小弗羅斯特的父親[4]。
- 周洪 飾演 瑪吉（Marge）：卡車司機，查理在逃亡路上認識的朋友[5]。
- 梅根·蘇莉（英语：Megan Suri） 飾演 薩拉（Sara）：傑德和達米安暗戀的便利店收銀員[6]。
- 科爾頓·萊恩（英语：Colton Ryan） 飾演 傑德（Jed）：抑鬱的汽車維修工[6]。
- 約翰·雷森伯格 飾演 亞伯（Abe）：汽車維修廠老闆，傑德的叔叔[7]。
- 布蘭登·麥可·霍爾（英语：Brandon Micheal Hall） 飾演 達米安（Damian）：前美軍，退役後在新墨西哥的赛百味工作[6]。
- 雀爾雪·弗雷（英语：Chelsea Frei） 飾演 達娜（Dana）：新墨西哥的餐館侍應[8]。
- 李利·萊爾·豪艾里 飾演 塔菲·博伊爾（Taffy Boyle）：喬治的哥哥，與他共同營運一家加州知名燒烤店，負責宣傳和接待客人[4]。
- 丹妮爾·麥當勞（英语：Danielle Macdonald） 飾演 曼迪·博伊爾（Mandy Boyle）：喬治的妻子，燒烤店員工，實與塔菲有婚外情[9]。
- 沙恩·保羅·麥吉（英语：Shane Paul McGhie） 飾演 奧斯汀／漢克·T·皮金斯（Austin / Hanky T. Pickins）：加州一家小型電台的主播[5]。
- 拉利·保朗（Larry Brown） 飾演 喬治·博伊爾（George Boyle）：塔菲的弟弟，與他共同營運一家加州知名燒烤店，負責烹調[9]。
- 克蘿伊·塞凡妮 飾演 露比·羅恩（Ruby Ruin）：重金屬樂隊「榮耀頌」的隊長和主音，因多年來也無法在音樂事業取得突破而僱用查理[4]。
- 尼古拉斯·西里羅（Nicholas Cirillo） 飾演 加文（Gavin）：鼓手，「榮耀頌」的忠實粉絲，後在查理引薦下加入「榮耀頌」[10]。
- 查克·庫珀（英语：Chuck Cooper） 飾演 「申命記」（Deuteronomy）：「榮耀頌」的巡迴樂團管理員（英语：Roadie）[10]。
- 約翰·丹尼爾（英语：John Darnielle） 飾演 阿爾（Al）：「榮耀頌」的結他手[10]。
- 蓋文-基斯·塢曼（G.K. Umeh） 飾演 埃斯基（Eskie）：「榮耀頌」的低音吉他手[10]。
- 茱迪斯·萊特（英语：Judith Light） 飾演 艾琳·斯莫斯（Irene Smothers）：於老人院居住的老婦人，喬伊斯的摯友，年輕時曾加入一個邪教組織[11]。
- S·伊佩瑟·默克森 飾演 喬伊斯·哈里斯（Joyce Harris）：於老人院居住的老婦人，艾琳的摯友，年輕時曾加入一個邪教組織[11]。
- 凱·卡倫（英语：K Callan） 飾演 貝蒂（Betty）：老人院住户，因愛管閒事而被艾琳和喬伊斯討厭[12]。
- 里德·伯尼 飾演 本／加百列（Ben / Gabriel）：新來的老人院住户，實為艾琳和喬伊斯年輕時的戀人和邪教組織的首領[13]。
- 賽門·海柏格 飾演 盧卡·克拉克（Luca Clark）：自稱是加百列的侄子，實為執行證人保護計劃的FBI探員[5]。
- 埃倫·巴爾金 飾演 凱瑟琳·湯森（Kathleen Townsend）：高傲自大的過氣女星，曾與邁克爾於一部知名劇目中出演夫妻，因缺錢而打算復出[11]。
- 提姆·麥道斯（英语：Tim Meadows） 飾演 邁克爾·格雷夫斯（Michael Graves）：出身寒微的男演員，在與富婆艾娃結婚後退休[14]。
- 奧黛麗·科薩（Audrey Corsa） 飾演 麗貝卡（Rebecca）：在凱瑟琳和邁克爾回歸演出中飾演他們女兒的演員[14]。
- 賈米拉·賈米爾 飾演 艾娃（Ava）：富婆，邁克爾的妻子[4]。
- 提姆·布萊克·尼爾森 飾演 基思·歐文斯（Keith Owens）：年邁的賽車手[4]。
- 查爾斯·梅爾頓 飾演 戴維斯·麥克道爾（Davis McDowell）：年輕的賽車手，查理在路上結識的好友[15]。
- 萊斯利·席爾瓦（英语：Leslie Silva） 飾演 唐娜·歐文斯（Donna Owens）：基思的妻子[16]。
- 安潔兒·德塞（英语：Angel Desai） 飾演 約翰·麥克道威爾（Jean McDowell）：戴維斯的母親[16]。
- 茉莉·艾亞娜·加文（Jasmine Aiyana Garvin） 飾演 凱蒂·歐文斯（Katy Owens）：基思的女兒，渴望成為賽車手[16]。
- 傑克·阿爾科特（英语：Jack Alcott） 飾演 蘭迪（Randy）：戴維斯的好友，為他改裝汽車[17]。
- 尼克·諾特 飾演 亞瑟·利普汀（Arthur Liptin）：模型製作師，特效製作公司LAM的聯合創辦人，勞拉和馬克斯的多年好友，在查理的逃亡路上與她成為好友[4]。
- 切利·琼斯 飾演 勞拉（Laura）：馬克斯的妻子、亞瑟的好友，特效製作公司LAM的聯合創辦人[13]。
- 路易·古茲曼 飾演 拉烏爾（Raoul）：LAM的檔案員[5]。
- 蘿文·布蘭察 飾演 莉莉·阿爾伯恩（Lily Albern）：參演LAM首部電影的女演員[8]。
- 提姆·羅斯（英语：Tim Russ） 飾演 馬克斯（Max）：勞拉的丈夫、亞瑟的好友，特效製作公司LAM的聯合創辦人[18] 。
- 喬瑟夫·高登-李維 飾演 特雷·尼爾森（Trey Nelson）：吉米的童年好友，多年前在殺害吉米的女友後離開故鄉到城市打拼，成為富翁，但卻因涉嫌參與內幕交易而被在家拘留[4]。
- 大衛·卡斯塔尼達 飾演 吉米·席爾瓦（Jimmy Silva）：特雷的童年好友，在深山經營旅館，在特雷離鄉別井後沒有再跟他聯絡[19]。
- 史蒂芬妮·許 飾演 莫蒂默·「莫蒂」·伯恩斯坦（Mortimer "Morty" Bernstein）：無家可歸的扒手，在查理的逃亡路上與她成為好友[19]。
- 可莉·杜瓦 飾演 艾米莉·凱爾（Emily Cale）：查理失聯多年的姊姊[5]。
- 雷娅·珀尔曼 飾演 碧翠絲·哈斯普（Beatrix Hasp）：賭場老闆，老弗羅斯特的競爭對手[5]。

## 集數
| 集數 | 標題                      | 譯名         | 導演              | 編劇                                                  | 上線日期      |
| --- | ------------------------- | ------------ | ----------------- | ----------------------------------------------------- | ------------- |
| 1 | Dead Man's Hand           | 死人之手     | 雷恩·強生         | 雷恩·強生                                             | 2023年1月26日 |
| 查理擁有一種能辨別真話和謊言的能力，因此在內華達州拉芙琳的弗羅斯特賭場（Frost Casino）當侍應生時被經理小弗羅斯特賞識，希望她能敲詐一名經常在賭場酒店內違規舉辦私人賭局的富翁凱恩。同時，查理的摰友、酒店女工娜塔莉在打掃時意外發現凱恩的電腦裡有一些兒童色情影片。她隨即向小弗羅斯特匯報，小弗羅斯特訛稱會報警處理，但當夜便派保安經理克里夫去將娜塔莉和丈夫傑瑞滅口，並將命案現場佈置成丈夫家暴娜塔莉時錯手將她殺死。然而，查理在查看命案現場的照片時卻發現傑瑞用右手拿著手槍，與槍套位置不符，引起她的懷疑。她遂查看娜塔莉的平板電腦，發現她攝錄凱恩電腦內容的雲端備份。她起初以為是凱恩派人將娜塔莉殺死，並將之告訴小弗羅斯特。但她隨後看到傑瑞下午到賭場搗亂時被抬離賭場的閉路電視片段，發現金屬探測器並沒有作響，得悉是克里夫藏起了傑瑞的手槍。作為報復，查理將先前小弗羅斯特指使她進行仙人局的錄音傳給凱恩，破壞賭場的名聲。絕望的小弗羅斯特吞槍自盡，而老弗羅斯特隨即致電已經逃離賭場的查理，斷言自己一定會將查理殺死。 |                           |              |                   |                                                       |               |
| 2 | The Night Shift           | 夜班         | 雷恩·強生         | 愛麗絲·朱（Alice Ju）                                         | 2023年1月26日 |
| 查理駕車逃到新墨西哥州時不幸拋錨。她到當地車房請維修工傑德幫忙修理，但由於她身無分文，只好答應留在車房工作一段時間償還修車費。期間，她認識了卡車司機瑪吉，又發現傑德和賽百味店員達米安同時暗戀著便利店收銀員薩拉。一天，達米安勸傑德放棄追求薩拉並尋找自己的人生目標時，傑德一氣之下將他推下樓，再用撬棍將他砸死。他亦順走了達米安放在口袋裡的彩票，並將屍體藏在瑪吉的卡車中。瑪吉發現後驚慌地打算將屍體移走，傑德遂報警誣衊瑪吉。傑德憑達米安的彩票中了樂透，並在查理面前炫耀，但被查理聽出他在說謊。於是查理檢視閉路電視，鏡頭有一段時間被移歪了。她隨後又發現傑德手上的彩券序號與他聲稱的購買時間不符，因此推斷傑德是殺害達米安的兇手。最後，查理在離開當地前找到一輛停泊在兇案現場的卡車，將車頭紀錄儀中拍到傑德行兇的片段傳給警方，走投無路的傑德最終被警察逮捕。 |                           |              |                   |                                                       |               |
| 3 | The Stall                 | 燒烤攤       | 伊恩·B·麥克唐納   | 懷亞特·凱恩（Wyatt Cain）                                       | 2023年1月26日 |
| 查理來到德州，並收養了一隻流浪狗。然而，流浪狗在路過一家燒烤攤時吃了店家的烤肉，因此查理再次被迫留下打工賠償店家的損失。燒烤攤由兄弟檔塔菲和喬治經營，其中查理在工作期間與主廚喬治變得熟絡，並借了一些電影DVD給他看。喬治在看過《玉子》後大為震驚，開始重視動物權益並打算放棄經營燒烤攤。但塔菲不同意喬治退出，更與早已有一腿的喬治妻子曼迪密謀殺死喬治。塔菲預先錄好準備在由他主持的電台節目，並在節目播放期間竄回燒烤攤，將喬治反鎖在旅行車內，讓他被烤爐噴出的煙熏死。查理在發現喬治死去後搜證，並發現塔菲預先錄製的節目中沒有定時經過當地的火車鳴笛聲，判斷他是兇手。她將此發現告訴曼迪，沒想到曼迪竟與塔菲是一夥。關鍵時刻，善於模仿聲音的另一位電台主持奥斯汀在查理拜託下佯裝成塔菲打來，讓她親口承認罪行並在電台節目上播出，令二人最終被警方拘捕。 |                           |              |                   |                                                       |               |
| 4 | Rest in Metal             | 安眠重金屬   | 蒂芙尼·約翰遜（Tiffany Johnson） | 克里斯汀·博伊蘭                                       | 2023年1月26日 |
| 重金屬樂隊「榮耀頌」（Doxxxology）曾經憑鼓手創作的歌曲〈釘書機腦袋〉（"Staplehead"）紅極一時，但鼓手獨攬所有功名和版稅並隨即退隊。樂隊從此一蹶不振，更在每場演出也被觀眾喝倒彩，要求他們演唱〈釘書機腦袋〉。一名自稱是樂隊忠粉的年輕男子在巡迴演出期間找上主音露比，希望能加入樂隊，並向樂隊眾成員演唱歌曲〈甜蜜棒棒糖〉（"Sucker Punch"）。樂隊成員皆認為此曲定會爆紅，而且以為該曲是由加文原創，因此同意讓加文加入樂隊，並密謀將他殺害，奪取〈甜蜜棒棒糖〉的版權，避免重蹈被鼓手背叛的覆轍。樂隊幾人在接地線上動手腳，令加文在演出中被電死。在演出場地販售週邊商品的查理目睹意外，並在翻看表演片段時發現樂隊的其他成員都巧合地穿上了有加高膠墊的鞋，令查理起了疑心。不過，先前查理在演出前毆打樂隊吉祥物的影片在網上廣傳，克里夫迅速趕到表演場地，查理在千鈞一髮之際避開了克里夫，逃離當地。最後，當「榮耀頌」成員滿心歡喜地到律師樓準備與唱片公司簽約時，卻被律師告知原來〈甜蜜棒棒糖〉是改編自情境喜劇《班森》的片頭曲，樂隊將面臨版權訴訟。 |                           |              |                   |                                                       |               |
| 5 | Time of the Monkey        | 時間之猴     | 拉奇·馬基         | 懷亞特·凱恩、查理·皮柏斯（Charlie Peppers）                          | 2023年2月2日  |
| 查理在一家老人院當看護，期間認識了住户艾琳和喬伊斯。二人曾經參加一個邪教組織，並一同愛上了首領加百列，但最終在一次計劃炸毀模擬聯合國的恐襲前被警方逮捕。一天，老人院來了一位新住戶，艾琳和喬伊斯認出他就是加百列，並與他對質。加百列向二人道歉，承認當年他以污點證人身份出賣了組織，並尋求二人原諒。二人假意接受，但在翌日便將他毒殺，並將他和艾琳的心率監測器交換，令看護誤以為他死於急性心臟病發。在加百列的葬禮上，一直自稱是加百列侄子的盧卡告訴查理他其實是執行證人保護計劃的FBI探員，以及艾琳和喬伊斯與加百列的往事。查理在好奇心驅使下調查二人，並發現看護在為加百列除顫時，他的心率監測器沒有紀錄他的心跳變化。二人在東窗事發後欲將查理殺死，但FBI隨即趕到現場，將二人逮捕。 |                           |              |                   |                                                       |               |
| 6 | Exit Stage Death          | 台下之死     | 班·辛克萊         | 克里斯·道尼                                           | 2023年2月9日  |
| 高傲自大的過氣女星凱瑟琳拜訪她一直鄙視的前拍檔、退休演員邁克爾，邀請他一同合演二人的經典成名作。邁克爾本打算拒絕，但他的富婆妻子艾娃卻鼓勵他復出。二人由彩排到演出前都一直在爭執，直至演出期間也在後台怒罵對方。他們在另一位演員麗貝卡的獨白戲期間互相設置陷阱打算殺害對方，凱瑟琳調鬆了舞台上的吊燈，而邁克爾拉開了舞台中央活門的保險栓。吊燈隨後在邁克爾演出時墜下，但他及時避開。艾娃連忙衝上台打算查看丈夫的傷勢，卻一腳踏在中央活門上，在邁克爾的眼前跌死，令邁克爾傷心大哭。然而，凱瑟琳和邁克爾回到化妝室後隨即擁抱並親吻起來，並互相稱讚對方的演技。原來，二人一直心愛著對方，因此鋪排了這次演出多年，目的就是吞掉艾娃的財產，並將她剷除，好讓二人可以公開關係。不過，麗貝卡識破了二人的計劃，並勒索他們。凱瑟琳為了免除後患，將道具花生換成真花生，打算讓花生敏感的麗貝卡同樣死於舞台意外。但在劇院任職侍應生的查理卻在二人的演出中聽出他們互表心意的台詞全部都是真話，對此起了疑心。經過一番推理，查理發現凱瑟琳將會殺死麗貝卡，因此趕在麗貝卡吞下花生前衝上台暫停了演出。最後，查理錄下二人在化妝室討論殺人的事宜，並交給當地警方。                                                                            |                           |              |                   |                                                       |               |
| 7 | The Future of the Sport   | 運動的未來   | 伊恩·B·麥克唐納   | 劇本創作 ：喬·勞森、C·S·菲舍爾（CS Fischer） 故事構思 ：喬·勞森 | 2023年2月16日 |
| 在田納西州，年邁的賽車手歐文斯在比賽中敗給年輕新星麥克道爾。歐文斯在賽後宣佈退役，但被麥克道爾當眾奚落。後來，立志成為賽車手的歐文斯女兒凱蒂在玩卡丁車時贏了麥克道爾，麥克道爾便去破壞歐文斯家的花園作為報復。受不了的歐文斯遂潛入麥克道爾的車庫，在他的賽車上動了小手腳，讓他輸掉比賽，但被麥克道爾察覺到，並將計就計，將車在比賽前借給讓凱蒂前駕，令凱蒂撞車重傷。先前結識並知曉查理測謊能力的麥克道爾更讓查理當眾與歐文斯對質，將歐文斯在麥克道爾的賽車上動手腳一事公之於眾。然而，麥克道爾在一次告訴粉絲凱蒂的車禍時意外，查理發現麥克道爾是在說謊。經過一番查證，查理發現原來麥克道爾在發現歐文斯潛入他的車庫後將自己的賽車更進一步破壞，並故意磨蝕安全帶，令凱蒂遭受更大的傷害。查理遂與麥克道爾對質，但麥克道爾拒絕回應，更一度想開車撞死查理。最後，凱蒂在醫院醒來，而查理在麥克道爾比賽前找上他，告訴他凱蒂已經知道真相。 |                           |              |                   |                                                       |               |
| 8 | The Orpheus Syndrome      | 奧菲斯症候群 | 娜塔莎·雷昂       | 娜塔莎·雷昂、愛麗絲·朱                                | 2023年2月23日 |
| 亞瑟、馬克斯和勞拉在多年前一同創立電影特效製作公司LAM。公司規模日漸壯大，馬克斯和勞拉也結了婚，然而亞瑟在一次拍攝意外令演員莉莉身亡後便退出公司隱居。回到現在，馬克斯指自己發現錄有勞拉的菲林帶，在質問勞拉時發現她已經早一步在茶中下毒。然而，馬克斯把菲林帶備份存在要面容識別的平板電腦，因此他在毒發前先一步跳樓自盡，破壞自己的臉容。勞拉因此找上亞瑟，訛稱因太掛念馬克斯而拜託他製作一個刻有亡夫臉容的半身像，實際上是想用蠟像來解鎖平板電腦。然而，亞瑟為了尋找馬克斯的舊照作為起稿素材時從LAM的檔案庫借取了一些舊菲林帶，並意外看到勞拉殺害莉莉的罪證。他氣憤地找上勞拉，勞拉對自己的罪行直認不諱，但謊稱馬克斯與該事件無關。亞瑟相信勞拉，但勞拉依然將他毒殺。查理發現死去的亞瑟，得知他被毒殺後認為事有蹺蹊，因此前往拜訪勞拉，詢問他有關亞瑟的往事，卻意外聽出她就亞瑟和馬克斯的死說了謊。查理最後找到亞瑟藏起的菲林帶，並在LAM週年慶典上播放，揭穿勞拉的真面目。 |                           |              |                   |                                                       |               |
| 9 | Escape from Shit Mountain | 逃離絕境     | 雷恩·強生         | 諾菈·查克曼、莉拉·查克曼                              | 2023年3月2日  |
| 查理逃到科羅拉多州時認識了扒手莫蒂，二人在暴雪中駕駛時為了躲避意外冒出的馴鹿而拋錨。莫蒂前往附近小鎮找人幫忙時，正在被本宅軟禁、違反假釋條件出來兜風的特雷剛好駕車經過，查理打算攔下對方，但對方同樣為了避開馴鹿而把查理撞倒。特雷以為查理被自己撞死，因此到附近由童年好友吉米經營的旅館求助。吉米對特雷多年前一聲不響便離開當地非常不滿，但仍幫他一同將查理的屍體埋在一個地洞。然而，昏厥的查理很快便醒來並爬出地面。她與莫蒂會合後便前往吉米的旅館休息，冷靜下來的查理回想起她剛才身處的地洞好像有人骨。莫蒂認為那些人骨可能是屬於多年前在當地失蹤的女子克洛伊·瓊斯（Chloe Jones），並在好奇心驅使下走到地洞查看。特雷尾隨著她，並在她放下戒心之際將她殺死。吉米亦在查理的水中下藥，查理發現後便假裝暈倒，偷聽吉米和特雷的對話。原來，二人曾經一同將死去的克洛伊埋在地洞裡。查理一躍而起，向吉米分析特雷其實是殺害克洛伊的兇手，並一直欺騙著他。特雷隨即殺死吉米和捅傷查理，並將二人和莫蒂一同埋進地洞。然而，僥倖生還的查理再度爬出地面，並揭示剛才她與特雷糾纏時扯下了特雷的電子腳鐐，違反假釋令的特雷因此遭到逮捕。查理被送到醫院，並意外與莫蒂調換了身份。正當查理以為終於能用莫蒂的身份展開新生活時，克里夫抵達她身處的醫院。 |                           |              |                   |                                                       |               |
| 10 | The Hook                  | 誘餌         | 珍妮札·布拉沃     | 雷恩·強生                                             | 2023年3月9日  |
| 已追殺查理一年的克里夫感到厭倦，於是私下聯絡老弗羅斯特的競爭對手哈斯普，打算殺死老弗羅斯特並嫁禍查理，讓自己能展開新生活。就在這時，克里夫看到查理受傷送院的新聞，他到醫院準備下手，但卻受到老弗羅斯特要活捉查理的指使。他只好將查理擄到車上，開會賭場。路上，查理醒來，質問克里夫有否殺害娜塔莉。克里夫坦然承認，並給了查理一把槍讓她射殺自己，但查理卻下不了手。隨後，查理在賭場與老弗羅斯特見面，但原來老弗羅斯特在賭場設有監聽設備，得知查理被小弗羅斯特威脅和小弗羅斯特私下與哈斯普勾結的事，因此早就不再記恨她，而他一直派克里夫追蹤她是想邀請她跟自己合作對付哈斯普。此時，賭場突然停電，克里夫用先前交給查理的同款手槍將老弗羅斯特射殺，以誣捏查理。查理逃離現場後致電盧卡打算讓他前來接應，但盧卡分身不暇。查理只好前往查理失聯多年的姊姊艾米莉的家中暫避，但克里夫很快便找上了她。查理用計拖住克里夫，並在關鍵時刻跳海逃生，趕來現場的FBI探員只能將克里夫逮捕。最後，克里夫為了自保而將哈斯普供出，而哈斯普致電查理，要脅她為自己服務。查理沒有答應，繼續踏上逃亡之路。 |                           |              |                   |                                                       |               |

## 製作

### 開發

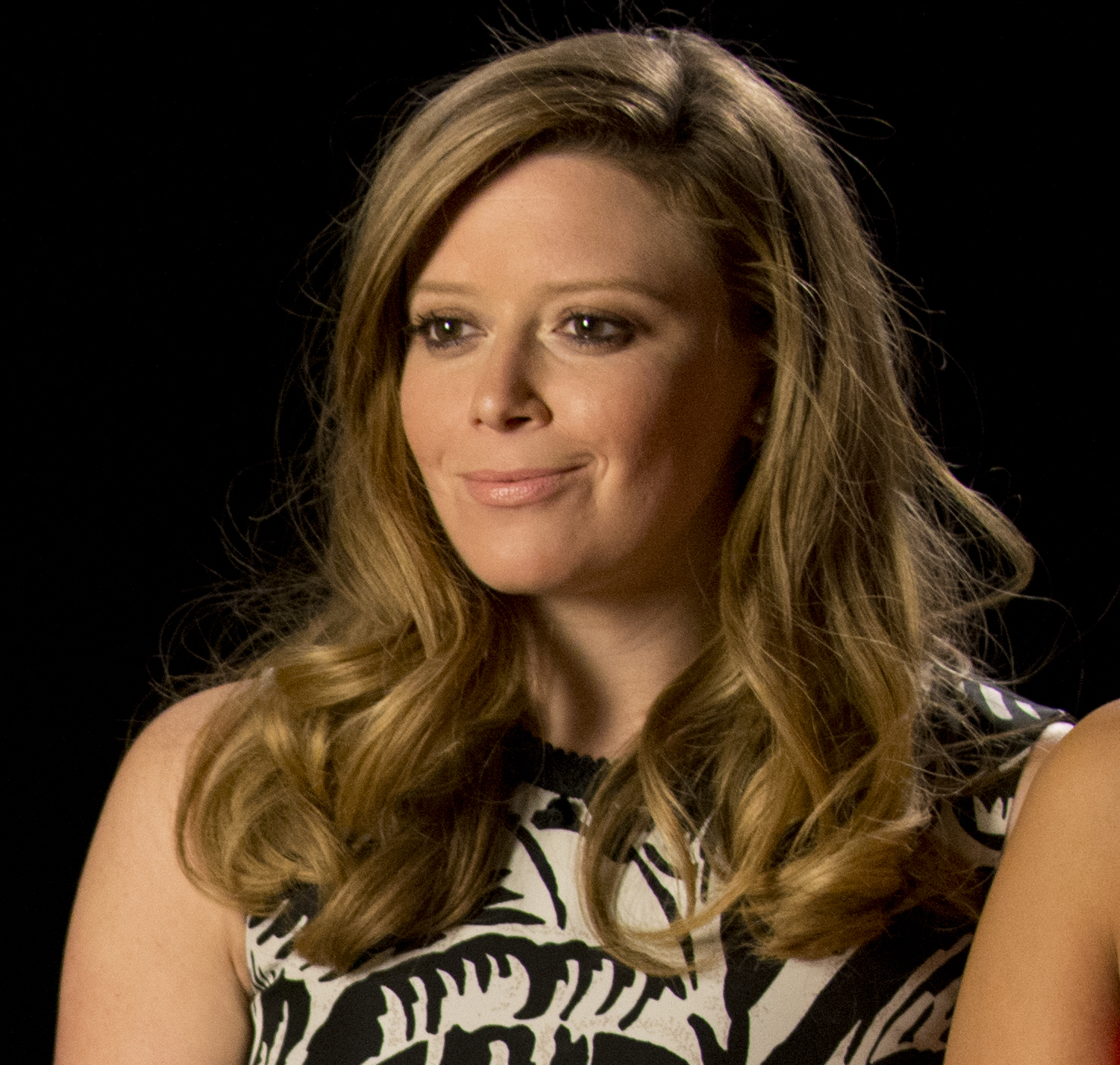
飾演主角查理·凱爾的娜塔莎·雷昂

2021年3月，孔雀宣佈將會製作懸疑劇集《撲克臉》，由雷恩·強生擔任主創、編劇、導演和執行製作人，並由他和拉姆·伯格曼創辦的製作公司T-Street工作室開發，伯格曼亦出任該劇的執行製作人。同時，娜塔莎·雷昂宣佈將會擔任主演、編劇和執行製作人。其他執行製作人包括諾菈·查克曼、莉拉·查克曼和妮娜·羅德里格（Nena Rodrigue），而查克曼姊妹亦兼任節目統籌。該劇是強生首次編導的電視劇，因此他在籌拍期間經常向經驗較為豐富的查克曼姊妹徵求意見。此外，愛麗絲·朱（Alice Ju）、懷亞特·凱恩（Wyatt Cain）、克里斯汀·博伊蘭、喬·勞森和C·S·菲舍爾（CS Fischer）擔任編劇，史蒂夫·葉德利和克里斯汀·吳（Christine Ng）擔任攝影，鮑勃·杜賽、格倫·加蘭（Glenn Garland）和保羅·斯溫（Paul Swain）擔任剪接。導演伊恩·B·麥克唐納和珍妮札·布拉沃在籌拍階段加入創作團隊。2022年10月26日，該劇釋出前導預告。同年11月，內森·強森確認為該劇配樂。
2023年2月15日，由於該劇在播出後獲得普遍正面的評價，孔雀宣佈續訂第二季，強生和雷昂亦確認回歸。同年7月，該劇受到美國編劇公會大罷工和美國演員工會大罷工影響而延後第二季的拍攝，其中該劇的主創強生、主演雷昂和節目統籌莉拉·查克曼均有在社交媒體聲援罷工行動。《綜藝》報導指第二季的播出日期將會延後至2024年。

### 構思與劇本
雷恩·強生在完成2022年電影《鋒迴路轉：抽絲剝繭》的拍攝前已經著手撰寫《撲克臉》的試播集劇本，並在籌拍前邀請娜塔莎·雷昂參演和一同設計查理·凱爾一角。該劇的主要靈感來源是自70年代公映的長篇偵探電視劇《神探可倫坡》，強生參考了該劇的敍事框架、人物設定和「如何抓到他們」的推理風格。他亦參考了《夏威夷神探》、《天龍特攻隊》、《洛克福德檔案》、《時空怪客》和《無敵浩克》等電視劇的劇情和敍事風格，而劇中查理踏上逃亡之旅的橋段致敬了《天堂之路》等公路電影。擔任編劇和節目統籌的查克曼姊妹則提到她們在創作時參考了《女作家與謀殺案》和《路德探長》等懸疑劇集對偵探角色的塑造和心理描述，以及《希區柯克懸念故事集》的敍事方式，她們認為該劇的最大優點是以性格鮮明有趣的查理為主角和在每集帶給觀眾舊時代偵探片的懷舊感。強生指他希望創作一部採用舊式推理片風格的懸疑電視劇，通過每集一案的形式敍述並解決案件，最後以懸念結束。劇本方面，強生認為近年的電視劇多數都是按著連貫的故事線發展，因此他想拍攝一些像七、八十年代較具情節性的單元劇集。他甚至形容該劇就像一張音樂專輯，分集沒有既定的排列次序，只是按創作團隊的感覺排列，因此除了第一、九和十集外，觀眾可以不按次序觀看其他集數。強生亦善用了各個單元不連貫的特性，將每個分集設定於不同地點，並加入大量背景迥異的角色，從貼近現實的角度描寫美國較少人注意到的人事物。他亦希望將劇情變得程序化，每集都有著相似但仍能帶來驚喜的套路，且讓觀眾與角色建立感情，觀看每一集都會有與老朋友見面的感覺。在角色設計方面，雷昂指她參考了《紐約重案組》和《陰陽魔界》。她沒有為查理加入任何複雜的動機和人生哲學，認為她只是單純的富正義感和樂於助人，並形容她是「為陌生人奮鬥的孤狼」。而強生在一開始便將她設定為法外之徒，而非警官或偵探，因此她並沒有必須彰顯公義的義務，亦能避開執法人員日常面對的程序和行政問題。但正因為查理並非警探，難以透過自身能力和資源破案，因此強生為她加上一種能辨別真話和謊言的特殊能力。強生認為這種能力非常微妙，既能降低查理破案的難度，但同時不會讓嫌疑人直接承認罪行，查理仍然要調查每個角色到底說了哪些謊言，維持戲劇張力。強生形容她的能力更像是一種超能力，只是幫助查理解開謎團的情節裝置，並與《死亡禁地》中的強尼·史密作比較。雷昂則認為查理的能力是對社會過份接受善意謊言的控訴。
此外，強生確認該劇與《鋒迴路轉》設定於同一世界觀，而雷昂亦在《鋒迴路轉：抽絲剝繭》中以查理的服飾和打扮客串演出。強生指在《抽絲剝繭》中出現的是雷昂本人，她其實是《鋒迴路轉》主角貝諾瓦·白朗（Benoit Blanc；丹尼爾·克雷格飾）的朋友，而《撲克臉》是雷昂正在拍攝的電視節目。他亦提到會在《鋒迴路轉》的第二部續集中以彩蛋形式加插《撲克臉》在電視上播映的片段。

### 選角
該劇在宣佈製作的同時一併公佈將會由娜塔莎·雷昂主演。雷恩·強生在看過雷昂主演的《俄羅斯娃娃：派對迴旋》後對她很感興趣，因此主動結識雷昂並邀請她擔任新劇主演，而查理·凱爾一角是由雷昂和強生二人在籌拍期間共同設計。雷昂指她在演繹查理時參考了《夜色行動》中由金·哈克曼飾演的哈利·莫斯比（Harry Moseby）和《謀殺綠腳趾》中由傑夫·布里吉飾演的督爺（The Dude）。強生形容查理一角是為雷昂度身訂造，並指出該角色與《神探可倫坡》中的可倫坡非常相似，差別只在於可倫坡是名執法者，而查理是個法外之徒。2022年4月，班傑明·布萊特宣佈參演。有別於其他客串角色，布萊特所飾演的克里夫·勒格朗為系列常設。該角色是奉命追殺主角查理的賭場保安經理，布萊特形容他好像是該劇的倒計時器，增強查理逃亡之旅的壓迫感。同月，喬瑟夫·高登-李維、史蒂芬妮·許和大衛·卡斯塔尼達先後宣佈參演，其中高登-李維是強生的長期合作夥伴，參演過所有他創作的影視作品。同月底，安德林·布洛迪宣佈參演，他此前曾與強生在2008年電影《騙行無阻》合作，因此當強生提出客串邀請時他爽快答應。同年6月，賈米拉·賈米爾、提姆·麥道斯和奧黛麗·科薩（Audrey Corsa）宣佈參演。同月，賽門·海柏格加入演員陣容。同年8月，朗·帕爾曼、尼克·諾特、提姆·布萊克·尼爾森和查爾斯·梅爾頓宣佈參演。同年9月，切利·琼斯、路易·古茲曼、周洪、里德·伯尼、布蘭登·麥可·霍爾、梅根·蘇莉和科爾頓·萊恩先後宣佈參演。同年10月，雷娅·珀尔曼、雀爾雪·弗雷和蘿文·布蘭察宣佈參演。2023年1月5日，該劇釋出前導預告，並宣佈克蘿伊·塞凡妮、可莉·杜瓦、達絲莎·坡蘭科、埃倫·巴爾金、茱迪斯·萊特和S·伊佩瑟·默克森參與演出。由於該劇採用單元故事制，因此強生邀請了一系列的知名演員來客串參演各個故事。他指該想法同樣是受到《神探可倫坡》的啟發，參考了該劇在每集加入客串演員的做法，讓這些演員成為分集的單元主角，吸引到不少演員同意參演《撲克臉》。

### 拍攝

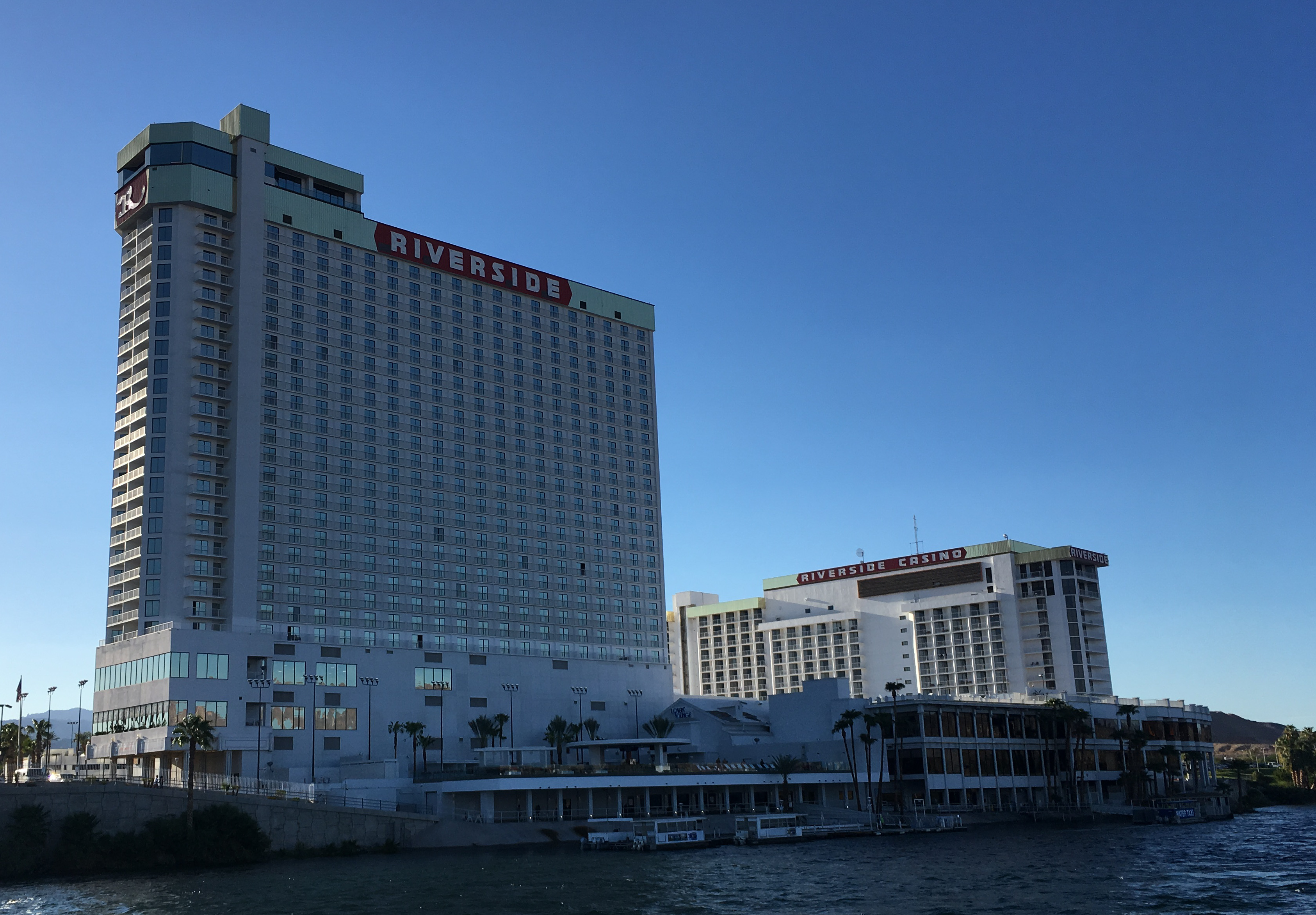
劇中虛構的弗羅斯特賭場於勞克林的濱江渡假飯店及賭場取景

該劇的主體拍攝於2022年4月在紐約州紐堡市開始，部份場景在當地的紐堡影子錄影廠（Umbra of Newburgh）拍攝。劇組隨後移師到哈德遜河谷的阿爾斯特郡新帕爾茨、杜且斯縣的比肯和米爾布魯克以及奧蘭治縣的米德爾敦、康沃爾和切斯特進行拍攝，其中《時代聯盟報》估計約有八集劇情都在哈德遜河谷取景，拍攝地點包括查恩斯劇院和主題樂園城堡娛樂中心（Castle Fun Center）。同年8月底，劇組移師到新墨西哥州阿布奎基拍攝查理剛踏上逃亡之旅的第二集。儘管劇組在當地的逗留時間不長，但亦動用了約二百六十名群眾演員和三百名幕後人員。同年9月，劇組在內華達州勞克林拍攝外景，其中劇中虛構的弗羅斯特賭場取景自當地的濱江渡假飯店及賭場。此外，劇組亦曾短暫到加利福尼亞州洛杉磯取景，該劇最終在同年10月殺青。

## 發行
該劇的首四集於2023年1月26日在串流平台孔雀首播，後續集數以每週一集的形式播映。該劇的海外放映權由派拉蒙全球內容發行公司持有和管理，目前由德影音在亞洲地區代理發行，於2023年5月24日上架。

## 評價
《撲克臉》普遍獲得正面評價，主要讚揚主演娜塔莎·雷昂的表現和劇本取材。該劇在爛蕃茄根據88條評論，持有99%的新鮮度，平均得分為8.5／10。該網站的普遍評價為「除了有無可取替的娜塔莎·雷昂作為秘密王牌，《撲克臉》就像一幅目標平實且沒有缺失的完整拼圖」。Metacritic則根據40則評論，給予84／100的分數，評價屬「總體好評」。
《衞報》的露西·曼根讚揚娜塔莎·雷昂的演出，形容「雷昂在這部超級有趣的偵探劇集中更為迷人」；ABC新聞的彼得·崔維斯亦認為查理·凱爾是雷昂從影以來所演過的最佳角色，並形容《撲克臉》是2023年的最佳電視觀影體驗；而《芝加哥太陽報》的理查·洛普給予該劇3.5顆星（滿分4星），讚揚該劇的美妙之處就是能欣賞由雷昂詮釋的查理在巧妙和搞笑的狀態中破案。《紐約時報》的詹姆斯·波尼沃茲克認為強生掌握到令七十年代懸疑劇引人入勝的公式，透過運鏡和後製效果突顯出該劇的舊式韻味，加上雷昂悠然但具目的性的演出表現，令人覺得有趣且會想不斷重看。英國廣播公司的卡琳·詹姆士讚揚雷昂的演出帶給觀眾《神探可倫坡》等舊時代偵探電影的懷舊感，全國公共廣播電台的琳達·霍姆斯也有類似看法，指雷昂令人難忘的演出證明她就是這個世代的彼得·福克。《帝國雜誌》的蘇菲·布切爾（Sophie Butcher）則對該劇世界觀建構給予正面評價，認為每集都能呈現一個描寫飽滿的新情境，而且雷昂的服裝設計也令人印象深刻。而《大西洋》的蘇菲·吉爾伯特（Sophie Gilbert）認為該劇之所以受歡迎是因為首幾集用了一些在現實中常被忽視的人事物帶出扣人心弦的故事，但批評後續集數中的角色弧線又回到尋常的戲劇套路；《獨立一線》的本·特拉维斯（Ben Travers）亦只給予該劇B級，認為《撲克臉》的明星陣容固然足以為觀眾帶來一個滿意的觀影體驗，但整體讓人覺得該劇未達到應有的水準。

### 獎項與提名
| 年份 | 獎項                            | 類別                                               | 提名者                                                                        | 結果 | 參     |
| ---- | ------------------------------- | -------------------------------------------------- | ----------------------------------------------------------------------------- | ---- | ------ |
| 2023 | 2023年黑膠卷獎                  | 喜劇類劇集最佳客串演員                             | 李利·萊爾·豪艾里                                                              | 待定 | [ 86 ] |
| 2023 | 2023年黑膠卷獎                  | 喜劇類劇集最佳客串演員                             | S·伊佩瑟·默克森                                                               | 待定 | [ 86 ] |
| 2023 | 2023年金預告獎                  | 最佳電視／串流喜劇劇集（預告／前導預告／電視廣告） | 不適用                                                                        | 提名 | [ 87 ] |
| 2023 | 第三屆好萊塢影評人協會獎        | 最佳串流喜劇劇集                                   | 不適用                                                                        | 待定 | [ 88 ] |
| 2023 | 第三屆好萊塢影評人協會獎        | 串流喜劇劇集最佳女主角                             | 娜塔莎·雷昂                                                                   | 待定 | [ 88 ] |
| 2023 | 第三屆好萊塢影評人協會獎        | 串流喜劇劇集最佳男配角                             | 班傑明·布萊特                                                                 | 待定 | [ 88 ] |
| 2023 | 第三屆好萊塢影評人協會獎        | 串流喜劇劇集最佳執導                               | 雷恩·強生（提名分集：〈逃離屎山〉）                                           | 待定 | [ 88 ] |
| 2023 | 第三屆好萊塢影評人協會獎        | 串流喜劇劇集最佳編劇                               | 雷恩·強生 （提名分集：〈死人之手〉）                                          | 待定 | [ 88 ] |
| 2023 | 第1屆好萊塢影評人協會創意藝術獎 | 喜劇劇集最佳客串男演員                             | 賽門·海柏格                                                                   | 待定 | [ 88 ] |
| 2023 | 第1屆好萊塢影評人協會創意藝術獎 | 喜劇劇集最佳客串女演員                             | 周洪                                                                          | 待定 | [ 88 ] |
| 2023 | 第1屆好萊塢影評人協會創意藝術獎 | 喜劇劇集最佳客串女演員                             | 史蒂芬妮·許                                                                   | 待定 | [ 88 ] |
| 2023 | 第1屆好萊塢影評人協會創意藝術獎 | 最佳現代服裝                                       | 不適用                                                                        | 待定 | [ 88 ] |
| 2023 | 第75屆黃金時段艾美獎            | 喜劇類影集最佳女主角                               | 娜塔莎·雷昂                                                                   | 待定 | [ 89 ] |
| 2023 | 第75屆創意藝術艾美獎            | 喜劇類影集最佳客串女演員                           | 茱迪斯·萊特                                                                   | 待定 | [ 89 ] |
| 2023 | 第75屆創意藝術艾美獎            | 一小時時長現代類劇集最佳藝術指導                   | 朱迪·李（Judy Rhee）、瑪莎·斯帕羅（Martha Sparrow）、凱茜·馬歇爾（Cathy Marshall）（提名分集：〈奧爾弗斯綜合症〉） | 待定 | [ 89 ] |
| 2023 | 第75屆創意藝術艾美獎            | 喜劇類影集及綜藝節目特技統籌                       | 湯姆·普雷斯（Tom Place）                                                               | 待定 | [ 89 ] |
| 2023 | 2022年佈景師工會獎              | 一小時當代劇集最佳裝飾／設計                       | 凱茜·馬歇爾、伊麗莎白·埃格特（Elizabeth Eggert）、朱迪·李                                     | 待定 | [ 90 ] |
| 2023 | 第39屆電視評論家協會獎          | 年度最佳節目                                       | 不適用                                                                        | 待定 | [ 91 ] |
| 2023 | 第39屆電視評論家協會獎          | 最佳新節目                                         | 不適用                                                                        | 待定 | [ 91 ] |
| 2023 | 第39屆電視評論家協會獎          | 最佳喜劇類劇集成就獎                               | 不適用                                                                        | 待定 | [ 91 ] |
| 2023 | 第39屆電視評論家協會獎          | 喜劇類最佳個人成就                                 | 娜塔莎·雷昂                                                                   | 待定 | [ 91 ] |

## 外部連結
- 互联网电影数据库（IMDb）上《撲克臉》的资料（英文）